# Prvoslav Vujčić
Prvoslav Vujčić (en serbe : Првослав Вујчић, né le 1960 à Požarevac) est un serbe écrivain et poète. Vujčić est un des auteurs serbes les plus en vue dans la diaspora serbe,.

## Biographie
Prvoslav Vujčić est le fils de Jefrem (1932–1996) et Nadežda (1936–2015). Réside actuellement au Canada. Il est membre de l'association des écrivains de Serbie, de l'association des écrivains de Republika Srpska et de l'association internationale des écrivains (basée aux États-Unis). Il est également membre d'honneur de l'association Serbo-Canadienne des poètes et écrivains « Desanka Maksimović ».